# Опера на Украине

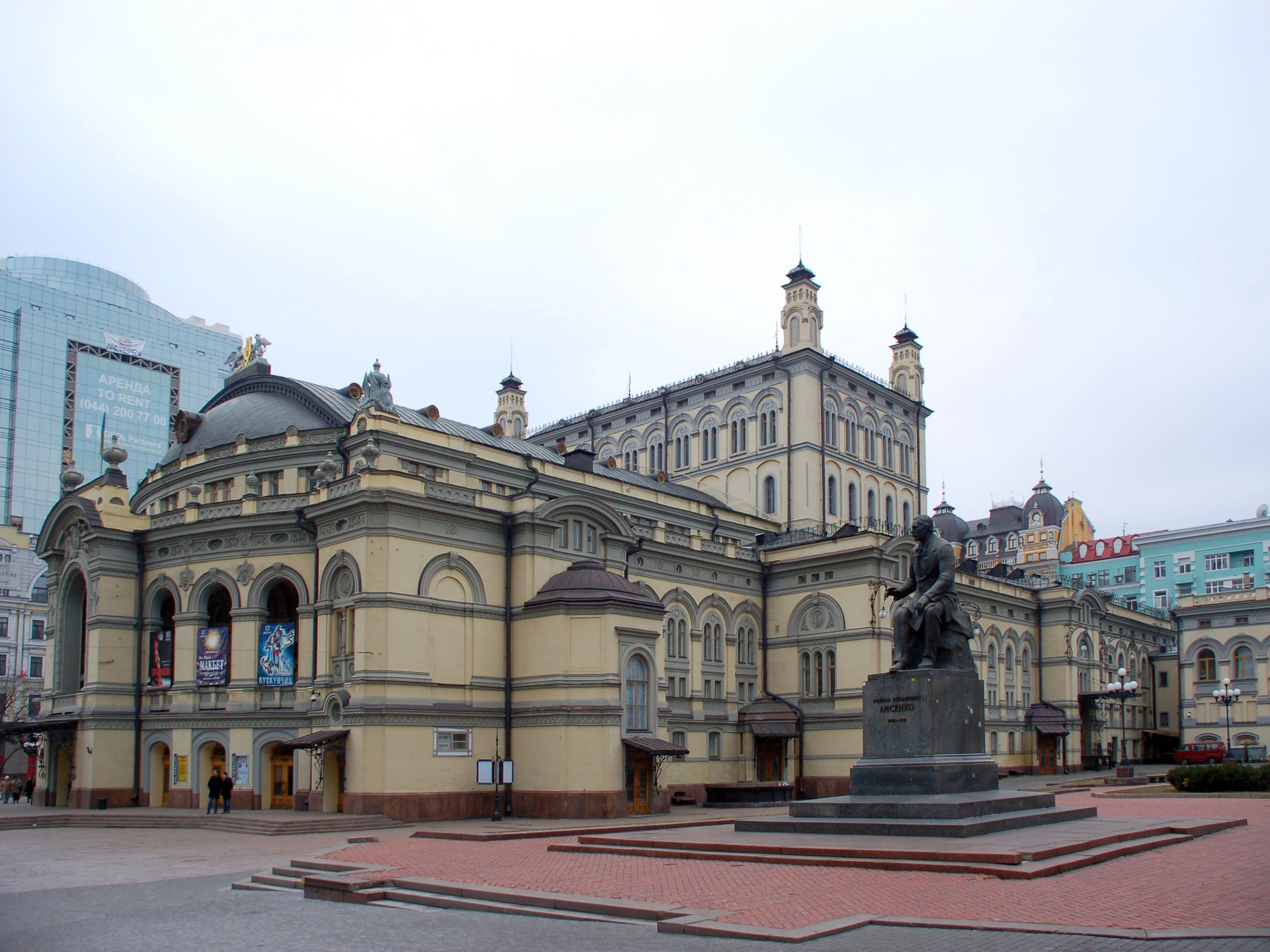
Национальная опера Украины им. T. Г. Шевченко, на переднем плане — памятник основоположнику украинской оперы Николаю Лысенко

Украинская опера как самостоятельная национальная опера возникла в последней трети 19 века, опираясь на традиции европейского и народного музыкального театра. Старейшей в национальном репертуаре считается опера Запорожец за Дунаем Семена Гулака-Артемовского, написанная в 1863 году, но основоположником жанра считается Николай Лысенко, который работал в этом жанре систематически.
Сегодня оперными сценами Украины является Национальная опера им. Т. Шевченко в Киеве, оперные театры в Харькове, Одессе, Львове,  Донецке городе Днепре. Кроме того, оперы ставятся в оперных студиях при консерваториях этих городов.

## Украинская опера до 1917 года

### Проникновение оперы на Украину

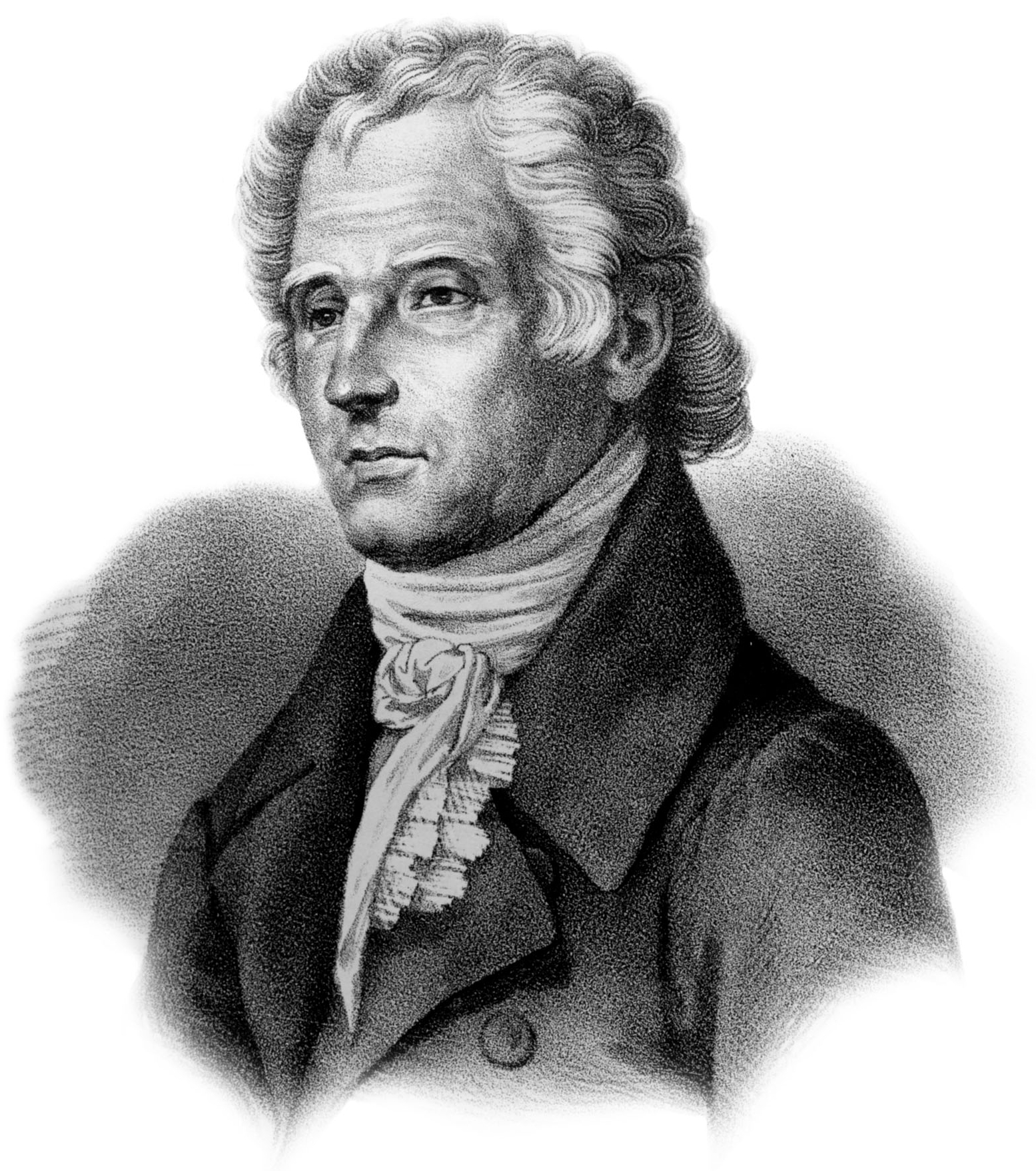
Дмитрий Бортнянский

Опера появилась на территории современной Украины относительно поздно, поскольку страна находилась на периферии тогдашних стран (Российская империя, Австро-Венгрия). Со времен Екатерины II в Санкт-Петербурге начинают ставить итальянские и французские оперы, впоследствии эти оперы начинают ставить и шляхты на территории Украины. Первой известной оперой украинского автора стал «Демофонт» Максима Березовского (1745—1777), типичная итальянская opera seria на либретто Пьетра Метастазио, ее премьера состоялась в 1773 году в Ливорно. Выходцем с Украины был также Дмитрий Бортнянский (1751—1825), автор нескольких опер на итальянские и французские либретто.
Первый государственный оперный театр на территории современной Украины был открыт во Львове, в центре Галичины, которая входила тогда в состав монархии Габсбургов (1772). С 1774 года здесь ставили немецкие оперы (до 1872), а с 1780 и польские (до 1939). Особой славой львовский театр пользовался в 1873—1900 гг., когда на посту второго, а затем первого капельмейстера работал Генрик Ярецкий.

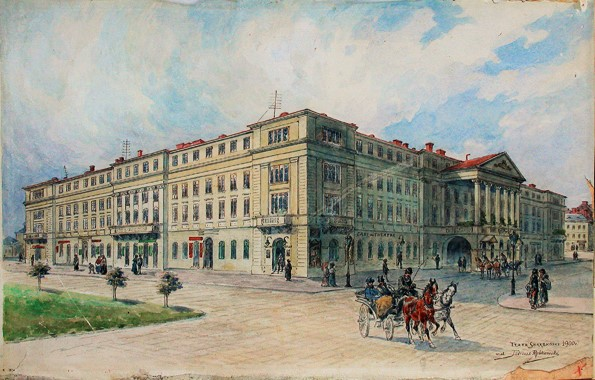
Бывшее здание Львовского театра, акварель, 1900

На входившей в Российскую империю территории Украины первый театр был открыт в Харькове в 1780 году. В Киеве оперные спектакли ставят с 1803 года, а 1810 был построен оперный театр и в Одессе (русское оперное общество здесь возникло годом ранее). Исходно театры на территории Украины не имели собственных артистов, но принимали иностранных гастролеров, преимущественно итальянские оперные труппы. Важным центром итальянской и французской оперы стала Одесса, благодаря важному международному значению как торгового центра. Вклад итальянского репертуара сделали и местные композиторы (Alexander Katakuzenos: Antonio Foscarini 1860, Jurjevič: Marino Faliero  a Pietro di Calabria). и до начала XX века репертуар ограничивался итальянскими операми.
Для основания в городах постоянных театров до последней трети XIX века не хватало условий, и прежде всего — квалифицированных кадров, в то время как шляхта до отмены крепостного права в 1861 году могла позволить себе содержать оркестры и актерские труппы из крепостных. И только после отмены крепостного права, уволенные музыканты получили возможность работать в театрах, первым из которых на украинских просторах Российской империи стал Киевский (после театров в Санкт-Петербурге и Москве). 27 октября 1867 года здесь была поставлена опера «Аскольдова могила» Алексея Верстовского, оркестранты были наняты в основном из числа распущенного крепостного оркестра графа Петра Лопухина (1788—1873), тогда как певцов привез предприниматель Фердинанд Бергер из Санкт-Петербурга. С 1874 года оперы на русском языке ставили и в Харькове, где организацией дела занимался Александр Раппорт. В 1886 году харьковский театр пришел в упадок, но был восстановлен в 1890 году. Здесь дирижером работал Вацлав Сук, который представил и собственную оперу Lesův pán (1892). В Одессе русские оперы начали ставить в 1873 году, и к 1910 году итальянская опера была вытеснена. После пожара в 1883 театр был восстановлен в 1887 году. Репертуар всех трех театров ориентировался на царскую оперу в Санкт-Петербурге (Мариинский театр) и Москве (Большой театр), свои произведения могли представить местные музыканты, впрочем ни один из них не проявил яркой индивидуальности. На рубеже XIX—XX веков здесь ставились и спектакли на украинском языке, но в основном в межсезонье, когда помещение снимали украинские театральные общества.
С 1877 года немецкоязычный профессиональный театр работал в  Черновцах, сначала под опекой города, а с 1884 года под опекой местной театральной группы. Расцвет оперы (и музыкальной жизни в целом) в Черновцах связан с именем композитора Войтеха Гржимали, который ставил здесь и собственные оперы на чешском языке Zakletý princ и Švanda dudák.
К украинской тематике обращались русские композиторы, среди которых Римский-Корсаков (Ночь перед Рождеством, Майская ночь) Чайковский (Мазепа и Ботиночки). В украинских кругах эти оперы воспринимались неоднозначно, поскольку лишь отдаленно передавали украинский дух.

### Национальные корни украинской оперы
В отличие от многих других национальных оперных школ украинская опера характеризуется выраженной опорой на народную традицию, как в музыкальном, так и в драматургическом аспектах.

#### Школьная драма
В начала XVII века на территории Украины появляется школьная драма, истоки которой связаны с иезуитской моделью, опосредованной польской католической культурой и достоянием православных институций, в частности Киево-могилянской академии.
Студенты школ разыгрывали драмы на Рождество и Пасху (мистерия), а также мистерии (из жизни святых), моралите (поучительная аллегорическая драма) и исторические драмы. Изначально они имели отчетливую музыкальную (вокальную и инструментальную) и танцевальную составляющие . Школьная драма разыгрывалась на двух уровнях: серьезные акты разыгрывались на верхнем уровне, а персонажи говорили на иностранных языках — церковно-славянском, польском, русском или латыни, а между серьезными актами на нижнем уровне разыгрывали интермедии, персонажами которых были простые люди, говорившие на местном языке. В спектаклях использовалась разная музыка, нередко народная или близкая к народной.

#### Вертеп
Также с 17 века на территории Украины заложилась традиция народного театра, получившего название вертеп. Его драматургия близка школьных драмам: имеет две части —религиозную (всего обыгрывают Рождество) и светскую, которые символически разделены на два уровня сцены. Вертеп достигает особого развития после 1765 года, когда школьные драмы в Киево-Могилянской академии были запрещены. Это популярное кукольное действо сопровождалось живой музыкой. Существовал также и так называемый «живой вертеп», в котором вместо кукол играли обычные актеры. Кроме того, вертеп отличался большей детализированностью «земной» части, выкристаллизовались типичные персонажи и ситуации, полные юмора. Главным персонажем мог быть храбрый запорожский казак,
также выступал глупый дед и сварливая баба, красавица Дарина Ивановна, легкомысленная шинкарка Хвася, гедонистический дьяк (капеллан), а также персонажи, представляющие другие национальности: мокалей, мадьяр, поляков, цыган или жидов. Эти сценки нередко включали народные обряды или игры и содержали народные песни и танцы.

#### Мещанский водевиль
Важную роль в становлении украинского театра сыграл Иван Петрович Котляревский (1769—1838). Будучи уже автором первого образца украинского сатирического эпоса — поэмы Энеида, в 1819 году он написал для Полтавского народного театра две комедии — «Наталка Полтавка» и «Солдат-чародей», 1819. Эти пьесы, действие которых происходит в украинской сельской местности, имеют форму водевиля, содержат песни и хоры, чьи напевы Котляревский частично написал сам, но в основном воспользовался известными городскими и сельскими песнями. В драматургии автор использует традиции интермедии, вертепа и свои знания украинского фольклора. Наибольшую известность в своё время приобрела Наталка Полтавка, которая выполнялась как любительскими и странствующими, так и профессиональными театрами; известный драматург и театральный организатор Иван Карпенко-Карый назвал ее «матерью украинского национального театра».
Вскоре возникли и другие подобные представления, авторами которых были Григорий Квитка-Основьяненко (1778—1843), автор популярных комедий «Сватанье на Гончаровке» (1835) и «Шельменко-денщик», (1837), или казачий генерал Яков Кухаренко (1799/1800-1862), автор этнографической комедии «Черноморский быт на Кубани между 1794—1796 годами» (1836). По сравнению с другими европейскими культурами (в том числе русской), где этот жанр постепенно вышел из моды, украинский водевиль на протяжении 19 века имел большую популярность: например, «Покойник Опанас» Антона Янковского, «Как колбаса и рюмка, то пройдет и ссора» Михаила Старицкого или «По ревизии» Марка Кропивницкого. Все эти водевили широко ставились в различных адаптациях и музыкальных редакциях, а отдельные песни и даже сцены, которые не имели жесткой привязки к сюжету — переходили от одного спектакля к другому.

#### Оперетта
Промежуточным шагом между пьесой с пением и оперой во второй половине XIX века становится оперетта. Жанр оперетты быстро распространился с Французского двора и в начале 60-х годов уже был популярен в немецком и польском театрах в Львове. С открытием в этом городе профессионального украинского театра, к жанру оперетты обращается Михаил Вербицкий (1815—1870), опираясь одновременно на традиции украинского водевиля. В частности, его оперетта «Подгоряне» (1865) приобрела большую популярность, а вскоре появились другие произведения, например, «Сельские пленипотенты» (1879). Уже «Подгоряне» имеют характерные черты украинской «простонародной» оперетты, а украинское сельское среды и народную музыку. Другим популярным автором оперетт был Сидор Воробкевич (1836—1903), автор оперетт «Гнат Приблуда», «Бедная Марта» и «Золотой Мопс». На подроссийской Украине первыми примерами образцами оперетты можно считать комические произведения Кропивницкого «Пошили у дурні», (1875) и «Вий» (1895) или Владимира Александрова «За Неман иду» (1872) и «Не ходи, Грицю, на вечерницы» (1873). В произведениях М. Лысенко «Черноморцы», «Рождественская ночь» (1 версия) и «Наталка Полтавка», народнопесенная оперетта приближается к жанру оперы и дает толчок развитию оперного жанра.
От своего появления в начале 1860-х годов оперетта в украинском музыкальном театре развивается на протяжении следующих ста лет в творчестве таких композиторов как Кирилл Стеценко, Алексей Рябов, Александр Билаш, Вадим Гомоляка, Константин Данькевич, Вадим Ильин, Дмитрий Клебанов, Петр Поляков, Александр Красотов, Рождественский Всеволод Петрович, Богдан Крыжановский, Оскар Сандлер, Анатолий Кос-Анатольский, Аркадий Филиппенко, Яков Цегляр, Виталий Губаренко, Левко Колодуб и другие. Выходцем с Украины был также известный российский композитор и автор оперетт Исаак Дунаевский (1900—1955).

### Украинский музыкальный театр во времена российского господства

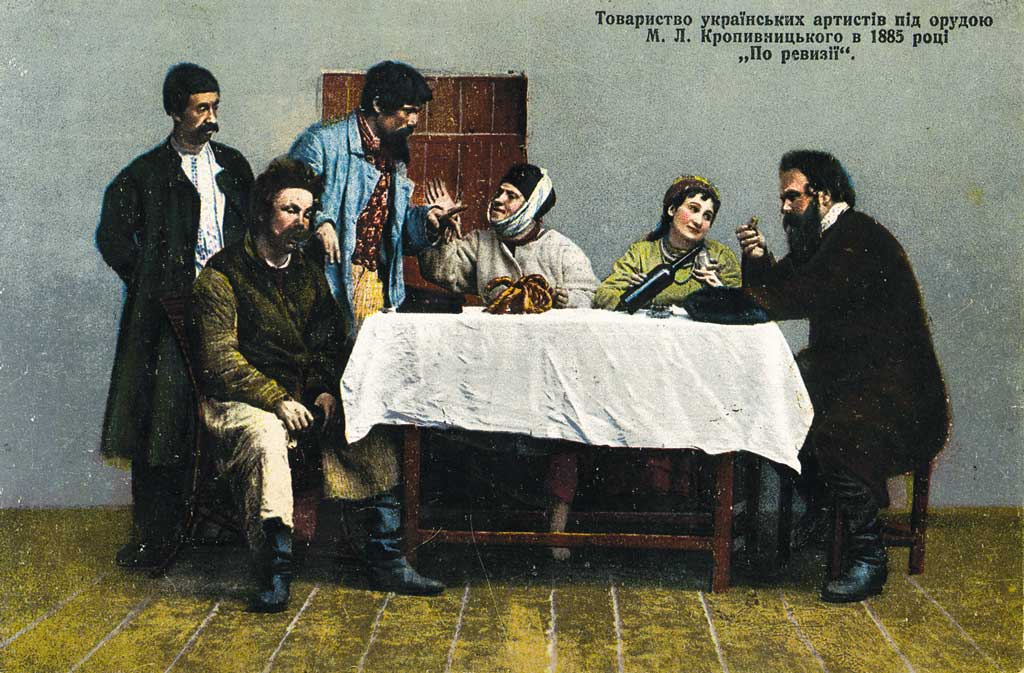
Сцена из странствующего театра Марка Кропивницкого (1885)

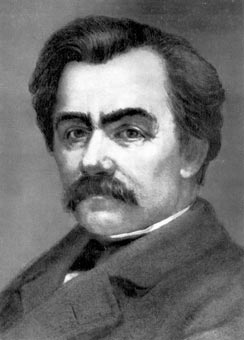
Петр Сокальский

### Первые образцы украинской оперы — П. П. Сокальский иЗапорожец за Дунаем
Ситуация в украинском театральном деле тормозила обращение украинских композиторов к оперному жанру. Круг возможных тем опер был ограничен не только ориентацией театров в народные аудитории, но и царской цензурой, которая допускала смешные или сентиментальные простонародные сказки, но не допускала серьезной социальной или исторической тематики. Кроме того, произведения исполнялись любительскими коллективами, или, позже, профессиональными актерами, а не вышколенными певцами и без большого оркестра. Кроме того, до 1917 года серьезные музыкальные произведения не могли попасть на сцену, пока автор не решался написать русский текст. Таким образом, некоторые оперы этого периода остались не поставленными, незаконченными или же только в стадии замысла, кроме того большинству украинских композиторов не хватало владения оркестровкой и музыкальной драматургией.

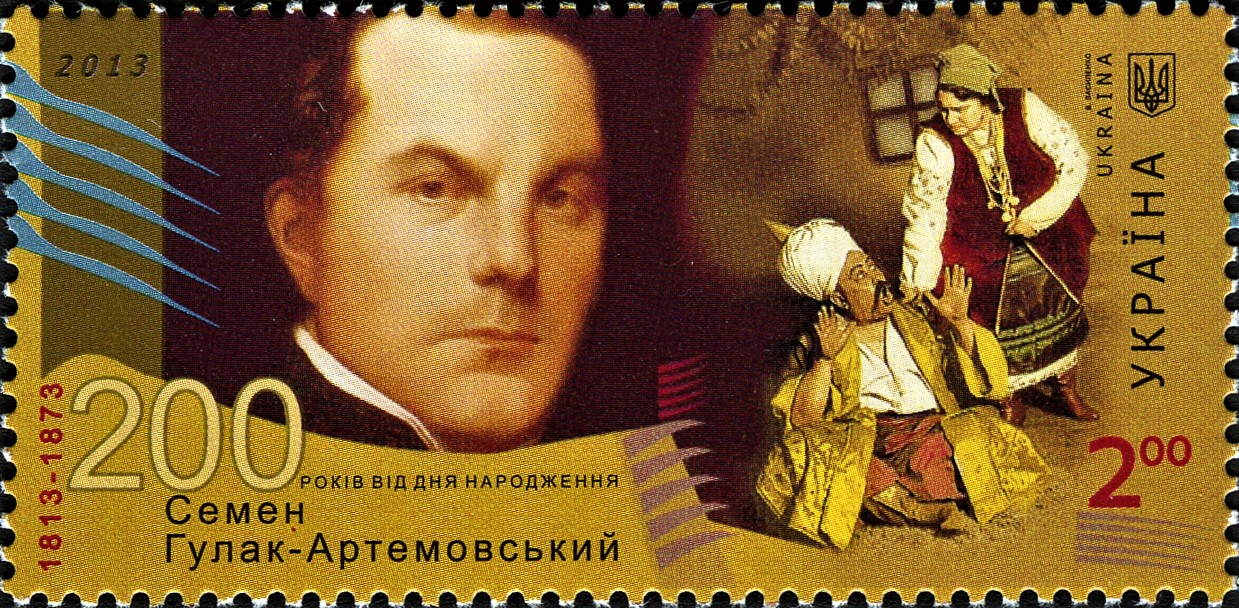
Почтовая марка с портретом Семёна Гулака-Артемовского и сценой из Запорожца за Дунаем

Такой была судьба первых опер на украинские тексты Петра Петорвича Сокальского (1832—1887). Его историческая опера «Мазепа» 1857—1859 годов, изображает судьбу казацкого гетмана Ивана Мазепы по поэме А. С. Пушкина «Полтава», и является первой украинской оперой, но из практических и цензурных причин она не ставится. Украинская действительность в этой опере показана преимущественно через хоры, но в других отношениях опера сохраняет ориентацию на итальянские традиции, а кроме того содержит определенные драматургические и композиционные недостатки. Не была поставлена и «Майская ночь», которую Сокальский написал в 1862—1876 годах по рассказу М. Гоголя. И в этой опере преобладает фрагментарность как либретто (комбинируются тексты народных песен, Гоголя. Т. Шевченко), так и музыкального материала (используется и крестьянский и городской фольклор) . В 1878 Сокальский написал четырёхактную оперу на русское либретто «Осада Дубно» по рассказу М. Гоголя «Тарас Бульба»; клавир этой оперы был издан в 1884 году, однако опера не была поставлена, и отмечена эклектизмом.

## Советский период

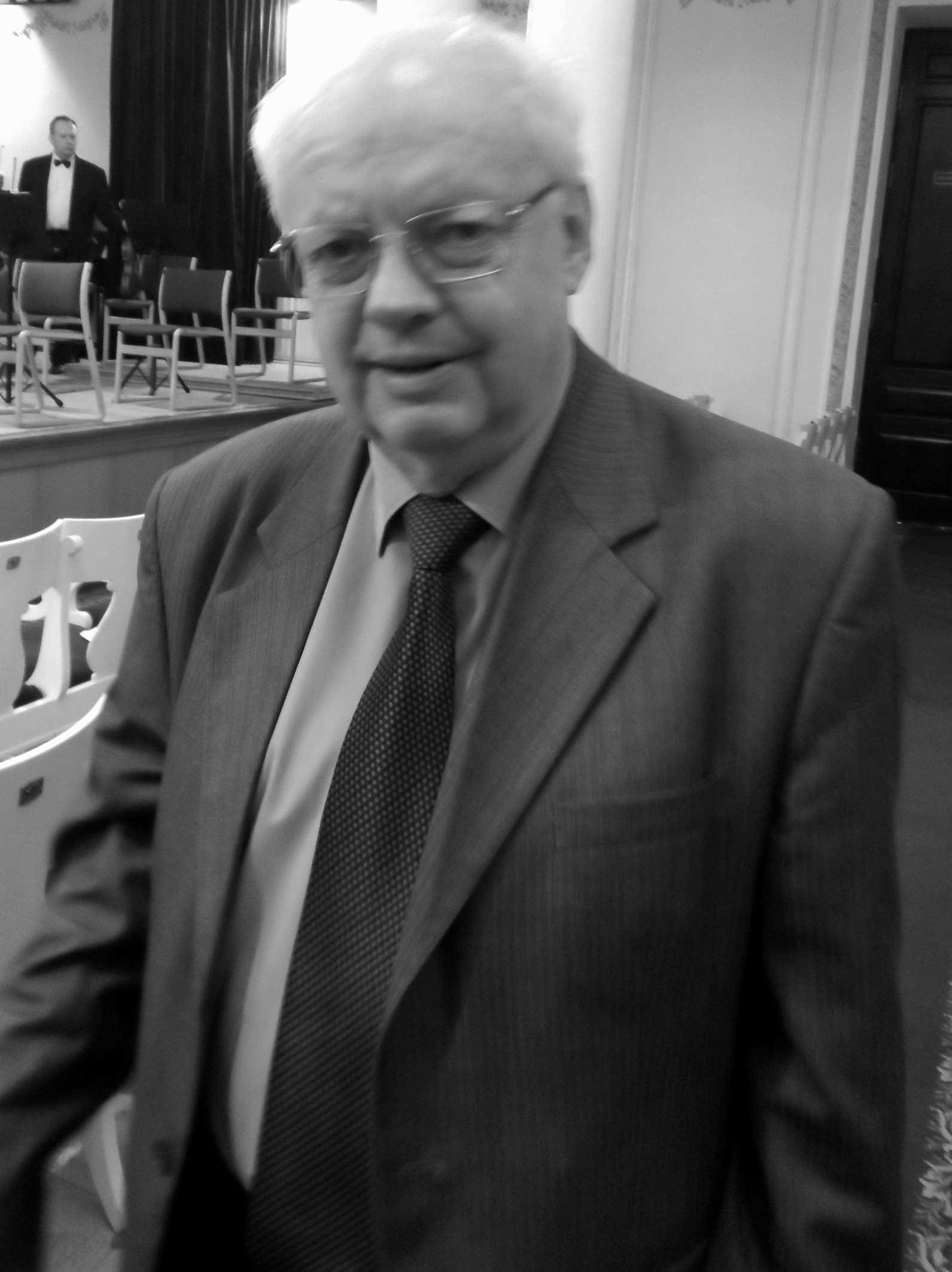
Украинский композитор советского периода и постсоветской Украины Мирослав Скорик

## Современное положение
Опера «Моисей» Мирослава Скорика (по одноименной поэме Ивана Франко) поставлена на средства Ватикана к визиту Папы Римского на Украину в 2001 году во Львовском оперном театре им. С. Крушельницкой в 2001 году и в Национальной опере Украины им. Т. Шевченко в 2006 году.
Не поставленная в связи с запретом цензуры «фольк-опера» 1978 года «Когда цветёт папоротник» Евгения Станковича была представлена в концертном исполнении в 2011 году.